# Martin Morgenstern (Fußballspieler)
Martin Morgenstern (* 20. Mai 1982) ist ein österreichischer Fußballspieler. Er steht seit 2006 beim FC Lendorf in der Fußball Landesliga Kärnten als Stürmer unter Vertrag.

## Karriere
Morgenstern begann seine Karriere beim SV Lendorf, dem heutigen FC Lendorf, in dessen erster Mannschaft er seit 1998 spielte. In der Saison 1999/2000 stieg er mit dem Verein in die drittklassige Regionalliga auf, es war der erste Aufstieg der Vereinsgeschichte. Zwischen 2001 und 2006 spielte er für den BSV Bad Bleiberg, FC Lustenau, FC Kärnten und den SV Spittal gespielt. Für Kärnten kam Morgenstern in der Saison 2003/04 zu einigen Einsätzen in der Bundesliga und einem Einsatz in der Qualifikation zum UEFA-Pokal 2003/04. Als Stammspieler konnte er sich jedoch nicht etablieren.
2006 kehrte er für eine Ablöse von 100.000 Euro zum FC Lendorf zurück. 2016 fehlte er verletzungsbedingt mehrere Monate. In der Saison 2017/18 gelang ihm mit dem FC Lendorf erneut der Aufstieg in die Regionalliga. Im Sommer 2020 gab der 38-jährige Morgenstern zunächst sein Karriereende bekannt. Aufgrund einer Verletzungsserie unter den Spielern spielt er seit Oktober 2020 jedoch erneut für Lendorf.

## Persönliches
Sein älterer Bruder Christoph (* 1979) ist seit 2019 Cheftrainer des FC Lendorf. Auch sein Vater Alois (* 1954) trainierte ihn zuvor und schaffte mit dem Verein den Aufstieg 2018.